# Калотина
Калотина е село в Западна България. То се намира в Община Драгоман, Софийска област. В близост до Калотина е и граничният пункт между България и Сърбия – ГКПП Калотина. В селото се намира Гранично полицейско управление - Калотина.

## География
Село Калотина се намира в планински район. Почвената покривка е разнообразна. Най-типични почви са смолниците, които са богати на хумус. Върху ниските речни тераси са развити алувиално – ливадните и алувиално – блатните почви. Над тях по ниските планински стъпала ливадно – канелените почви, а по билните заравнености и планински склонове – деградирани кафяви и канелени горски почви.
Село Калотина е разположено в живописна котловина. Котловината е заобиколена от планинските върхове Габор, Голи връх, Равнище и Градище. През село Калотина текат две реки – Нишава и по-малката Ежовица. При Дивина махала река Нишава напуска дефилето си, а река Ежовица се влива в нея. Река Ежовица пресъхва обикновено през месец юли и отново протича при пролетното топене на снеговете, обикновено през месец март или в началото на месец април.
В землището на село Калотина се намира скалният масив „Тежка жена“. В този масив се намира и пещера „Меча дупка“ с дължина 11 метра. Други пещери в района на селото са „Проходна Калотинска“ с дължина 14 метра, „Под шипката“ с дължина 10 метра и „Калшивка“ с дължина 5 метра.
Село Калотина е от разпръснатия тип селища. Населените махали са следните: Спирката, Селото, Балан, Дивина махала, Слепиок, Котелево и Трън махала. Обезлюдени махали са Голочел, Чорапенова махала, Негован дол, Милбрат, Бежанска махала и Разкръсте.

## История
През Калотина е минавал древноримският път „Виа милитарис“ (на латински Via militaris). Римското владичество в района продължава няколко века. Има сведения, че тук е имало римска крепост, като най-вероятно тя е охранявала пътя „Виа милитарис“. Преди години е открит римски гроб в местността „Грамада“, където най-вероятно е била разположена и самата крепост. В района на Калотина е имало и римска пътна станция. Открити са много монетни находки от римската епоха (3 век). Запазена е и пътна колона, издигната от античния град Пауталия в чест на Секст Фурний Публиан – римски управител на Тракия. Колоната е била на пътна станция Баланстра – днес село Калотина.
В съкратен регистър на Пиротския кадилък от 1530 година Калотине е отбелязано като хас на Искендер Челеби, дефтердар на Високата порта, със 41 домакинства и една вдовица. В джелепкешански регистър от 1576 година селото е вписано под името Калотина, с трима джелепкешани – Степан Иван, Петри Радинюк, Радивой Иван.
През 1881 година Калотина, която е център на община в Царибродска околия, има 715 жители. 
През 1900 г. Калотина, в чиято община са включени седем села, има 938 жители. През 1905 г. селото има 992 жители. По това време към Калотинска община е присъединено и село Градинье (днес в Западните покрайнини).
В края на 1934 г. населението наброява 1272 жители, през 1946 г. броят на жителите се увеличава на 1358. Десет години по-късно, през 1956 г., броят на жителите е спаднал на 934 души. Едно от последните увеличения на броя на жителите на Калотина е през 1965 г., когато населението наброява 998 души. Следва един дълъг период от 30 години, през който броят на жителите на селото непрекъснато намалява. През 1975 г. те вече са 668, през 1985 г. – 459, в края на 1992 г. – 417, година по-късно-396 жители, през 1994 г. – 380 и през 1995 г. – 367. Предпоследното увеличаване броя на населението е през 1996 г., когато селото наброява 377 души. През следващите 4 години отново продължава процесът на намаляване на живущите в с. Калотина: 1997 г. – 357 жители, 1998 г. – 342, 1999 г. – 291 и през 2000 г. – 272 жители. Към 01.03.2001 г. в селото живеят 351 жители. През 2007 г.населението намалява на 293 души. В края на 2012 г. жителите са 250.
От 1949 г. до 1955 г. село Калотина е общински център към Годечка околия, Софийски окръг. От 1955 г. до 1958 г. селото отново е общински център, но вече към Сливнишка околия. От 27.12.1958 г. до 07.03.1959 г. с. Калотина административно принадлежи към община Гара Драгоман, Софийски окръг. От 07.03.1959 г. до 26.12.1978 г. с. Калотина отново е общински център на Община Калотина, Софийски окръг. До 01.09.1987 г. селото е към Община Драгоман, Софийски окръг. След тази дата, до 12 януари 1999 г., отново е към Община Драгоман, но вече в Софийска област. Понастоящем, с. Калотина е в състава на Община Драгоман, област Софийска. Данните са от Националния регистър на населените места.
Загинали в Балканската война (1912 – 1913 г.) от село Калотина:
- Георги Йотов Маджаров,
- Геца Георгиев,
- Давидко Дойчев Дудов,
- Иван Демиров,
- Йосиф Джорджов Петров,
- Камен Димитров Младенов,
- Малин Моцев,
- Мано Йолов,
- Милан Киров Колесин,
- Мито Димитров,
- Нейчо Андреев Каменов,
- Нейчо Дончев Пейчев,
- Петър Николов,
- Рангел Джорджов,
- Сава Иванов,
- Саро Разманов Илков,
- Спас Велков Тодоров,
- Стефан Гогов Ванков,
- Тасю Наков Лилов.

Загинали във Втората световна война от село Калотина:
- Константин Николов Станчев
- Крум Димитров Шишков
- Рангел Йорданов Йонов

## Културни и природни забележителности
- Средновековна църква „Свети Никола“ в Дивина махала. Паметник на културата. Има запазени стенописи от XIV век.[5] Църквата Свети Никола в Дивина махала, село Калотина Постройката е в добро състояние, покривът е изцяло ремонтиран. Не такова обаче е било положението до началото на миналия век. Тогава не е имало покрив. Стенописите са били директно изложени на дъжд, сняг и слънце, което ги е увредило в голяма степен. Едва през 1905 година местен жител прави нещо като навес на мястото на покрива. През 1938 година е поставен покрив, който близо седемдесет години не е ремонтиран, което още повече поврежда безценните стенописи. Стенописите са съвсем малко. По-голямата част от тях са безвъзвратно загубени, а тези, които са оцелели, са в много лошо състояние. Нуждаят се от спешна реставрация и консервация, за да бъдат запазени за бъдещите поколения. Ето и част от запазените надписи:

„Приеми молбата ...на тебе свет... кти/тор/ /.../янана и неговата съпруга /.../лава и техните деца“, „Молитва на ра/ба божи пре/свитер“, „Представи се раба Божи Шуви ....... син на Радосл/а/в“
- В с. Калотина има действаща църква „Света Троица“. Основите на храма са поставени на 28 август 1938 година. Осветен е на 18 май 1947 година от Левскийски епископ Партений. През 2022 година черквата е ремонтирана, а Белоградчишки епископ Поликар, викарий на Софийския митрополит, извършва чина на обновление на храма[6]. В добро състояние.

- В селото има действащо читалище – Народно читалище „Пробуда-1928“, което е създадено през 1928 г. от местни родолюбци и с помощта на местното население. В дълъг период от време, тук се е помещавало и училището на махала Спирката. Читалището разполага с библиотека и богат книжен фонд.

### Оброци
- Оброк „Свети Петър“
Намира се в местността Градище. Тук, на това място, на всеки Петровден – 29 юни се прави курбан в чест на свети Петър, като се коли животно. Този ритуал води началото си далеч назад в годините.
Самият оброчен кръст е в добро състояние, но надписите почти не могат да се разчетат. Единствено, което може да се разчете е 1876 – може би става дума за 1876 година.
- Оброк „Света Богородица“
Оброкът „Св. Богородица“ се намира в източния край на село Ново Бърдо, но е включен към оброците в с. Калотина, тъй като с. Ново Бърдо е бивша махала на с. Калотина. Намира се до вековен дъб. На кръста се разчитат думите „ОБРОК ЗА СВЕТ БОГО“, под тях са имената на човека, който е поставил кръста.

## Транспорт
В района на село Калотина има две железопътни гари. Гара Калотина-Запад се намира в района на ГКПП-Калотина. Тя е последната гара на жп линията София-Белград на българска територия.
Гара Калотина се намира на жп линията Драгоман-Калотина-Станянци. За извозване на въглищата от мината до село Станянци от 1963 до 1966 г. със средства на Министерството на енергетиката и горивата е построено железопътно отклонение Калотина-Станянци. Включено е в мрежата на Българските държавни железници и се използва за товарни превози и е с дължина 16 km. До 2002 година освен товарни влакове, по линията се движеха и пътнически влакове. След 2002 г.линията се използва само за извозване на въглища от мината в с. Станянци до гр. Бобовдол. Участъкът от гара Калотина до гара Станянци не е електрифициран. От месец декември 2005 г.е електрифициран участъкът на жп линията Драгоман-гара Калотина-гара Калотина-Запад.
Във връзка със спирането на пътническите влакове и за покриване на транспортните нужди на населението, беше открита редовна автобусна линия Калотина-Драгоман-Сливница-София.

## Личности

### Родени в Калотина
- Виктор Мирков, поет, роден на 14 април 1929 г – починал на 30 май 1976 г., дългогодишен учител и директор на основното училище в селото

### Други личности, свързани с Калотина
- Илия Вулев, главен учител в народното първоначално училище в Калотина след началото на учебната 1914 – 1915 година и през 20-те години на ХХ век;

## Други
На Калотина е наречена улица в квартал „Надежда I“ в София (Карта).